# 251 v. Chr.
Portal Geschichte | Portal Biografien | Aktuelle Ereignisse | Jahreskalender | Tagesartikel

◄ |
4. Jahrhundert v. Chr. |
3. Jahrhundert v. Chr. |
2. Jahrhundert v. Chr. |
►

◄ | 270er v. Chr. | 260er v. Chr. | 250er v. Chr. | 240er v. Chr. |
230er v. Chr. |
►

◄◄ | ◄ | 254 v. Chr. | 253 v. Chr. | 252 v. Chr. | 251 v. Chr. |
250 v. Chr. |
249 v. Chr. |
248 v. Chr. |
► |
►►
Staatsoberhäupter

## Ereignisse

### Östliches Mittelmeer
- Mai: Aratos von Sikyon vertreibt den Tyrannen Nikokles aus seiner Stadt und ruft seine eigenen Anhänger aus dem Exil zurück, die von Nikokles vertrieben worden sind. Aratos vertritt eine gegen Antigonos II. Gonatas von Makedonien gerichtete Politik und schließt sich dem Achaiischen Bund an. Antigonos versucht vergeblich, Aratos zu bestechen, der das Geld stattdessen seinen Bürgern schenkt.
- Aristodemos, der Tyrann von Megalopolis, wird gestürzt und getötet. Die Stadt wird bald darauf vergeblich von Sparta angegriffen. Gegen Sparta schließen sich der Achaiische Bund und die Arkadier zusammen, die die Spartaner bei Mantineia besiegen.

### Westliches Mittelmeer
- Sommer – Im Ersten Punischen Krieg kommt es zur Schlacht von Panormus (heute: Palermo): Die Römer unter L. Caecilius Metellus besiegen die Karthager unter Hasdrubal. Karthago erobert Agrigent zurück, wird aber in seiner Festung Lilybaeum an der Westspitze Siziliens eingeschlossen.
- Die |Karthager bitten erneut um Frieden und senden dazu den bei Tunis gefangenen Konsul Marcus Atilius Regulus nach Rom. Dieser schwört seine Landsleute aber auf eine Fortsetzung des Krieges ein, geht wieder freiwillig zurück nach Karthago, wo man ihn zu Tode foltert.

### Kaiserreich China
- Fertigstellung des Bewässerungssystems von Dujiangyan bei Chengdu, durch das der Staat Qin seine Erträge steigern kann.

## Gestorben
- um 251 v. Chr.: Kleanthes, griechischer Philosoph der Stoa (* um 331 v. Chr.)